# نائومی کاسل
نائومی کاسل (انگلیسی: Naomi Castle؛ زادهٔ ۲۹ مه ۱۹۷۴) بازیکن زن واترپلو اهل استرالیا بود.
وی در مسابقات کشوری و بین‌المللی در مجموع برندهٔ ۲ مدال طلا شده‌است.